# Beat the Beat: Rhythm Paradise
Beat the Beat: Rhythm Paradise (Rhythm Heaven Fever per il mercato americano e Everybody’s Rhythm Heaven (みんなのリズム天国?, Minna no Rhythm Tengoku) per il mercato giapponese), è un videogioco musicale per Wii sviluppato da Nintendo e TNX. Si tratta del terzo titolo nella serie Rhythm Heaven, dopo Rhythm Tengoku per Game Boy Advance e Rhythm Paradise per Nintendo DS. Il gioco è stato pubblicato in Giappone il 21 luglio 2011, in America Settentrionale il 13 febbraio 2012, ed in Europa il 6 luglio 2012.

## Modalità di gioco
Il giocatore deve compiere azioni sul suo Telecomando Wii a ritmo della musica in una varietà di minigiochi.